# 엔터 더 팻 드래곤
엔터 더 팻 드래곤(肥龍過江, Enter the Fat Dragon)은 홍콩에서 제작된 타니가키 켄지 감독의 2020년 액션, 코미디 영화이다. 견자단 등이 주연으로 출연하였다.

## 출연

### 주연
- 견자단
- 왕정
- 모순균
- 주려기
- 다케나카 나오토